# Blue (album de Joni Mitchell)
Pour les articles homonymes, voir Blue.
Albums de Joni Mitchell
Ladies of the Canyon
(1970) For the Roses
(1972)
Singles
1. Carey
Sortie : 1971
2. California
Sortie : 1971

Blue est le quatrième album studio de Joni Mitchell, sorti le 22 juin 1971.

## Production
Après le succès de ses trois premiers albums et de son tube Woodstock, Mitchell a cessé de donner des concerts en 1970 et a composé les chansons de cet album lors d’un voyage en Europe. Elle a appris à jouer du dulcimer et en joue sur l'album.

## Contenu
Blue est un album de chansons intimistes.
All I Want et The Last Time I Saw Richard (en) ont été ajoutées à la dernière minute et ont remplacé deux autres chansons plus anciennes qui étaient prévues.

## Réception
L'album s'est classé 15e au Billboard 200 et a été certifié disque de platine par la Recording Industry Association of America (RIAA) le 13 octobre 1986.
En 1999, Blue a reçu le Grammy Hall of Fame Award.
En 2001, la chaîne VH1 l'a classé 14e de sa liste des « 100 plus grands albums de tous les temps », la meilleure place du classement pour une artiste féminine.
En 2002, le magazine Q l'a classé 8e des « 100 meilleurs albums féminins de tous les temps. »
En 2003, Rolling Stone l'a classé 30e de ses « 500 plus grands albums de tous les temps », la meilleure place du classement pour une artiste féminine, et en 2012, 2e des « 50 plus grands albums féminins de tous les temps ».
En 2004, Pitchfork l'a classé 86e de sa liste des « 100 albums des années 1970 »
En 2006, Time l'a classé 47e de ses « 100 albums de tous les temps ».

## Nazareth reprend Joni Mitchell
Le groupe Nazareth reprend la chanson This Flight Tonight, en version hard-rock sur leur album Loud 'n' Proud sorti en 1973.

## Liste des titres
Toutes les chansons sont écrites et composées par Joni Mitchell.
| 1. | All I Want        | 3:32 |
| 2. | My Old Man        | 3:33 |
| 3. | Little Green (en) | 3:25 |
| 4. | Carey (en)        | 3:00 |
| 5. | Blue (en)         | 3:00 |

| 1. | California                       | 3:48 |
| 2. | This Flight Tonight (en)         | 2:50 |
| 3. | River                            | 4:00 |
| 4. | A Case of You                    | 4:20 |
| 5. | The Last Time I Saw Richard (en) | 4:13 |

## Personnel

### Musiciens
- Joni Mitchell : dulcimer, guitare, piano, chant
- James Taylor : guitare acoustique (A1, B1 et B4)
- Stephen Stills : guitare (A4), basse
- Sneeky Pete Kleinow : guitare pedal steel (B1 et B2)
- Russ Kunkel : batterie (A4, B1 et B4)

### Production
- Henry Lewy : ingénieur
- Gary Burden : direction artistique
- Tim Considine : photographie